# I nove miliardi di nomi di Dio
I nove miliardi di nomi di Dio (The Nine Billion Names of God) è un racconto di fantascienza di Arthur C. Clarke pubblicato nel 1953, vincitore del premio Hugo per il miglior racconto breve. Il racconto dà il titolo a un'antologia di Clarke pubblicata a New York dalla Harcourt, Brace & World nel 1967.
Il racconto è stato pubblicato in italiano per la prima volta nel 1954 col titolo Operazione Shangri-La.

## Trama
Una società americana produttrice di elaboratori elettronici riceve una strana richiesta di noleggio di una loro macchina da parte di un monastero tibetano.
I monaci sono impegnati in un particolare progetto: compilare una lista di tutti i nomi di Dio. Secondo la filosofia dei monaci, infatti, lo scopo dell'umanità sarebbe quello di trovare tutti i possibili nomi di Dio, che sarebbero composti da non più di nove lettere di un alfabeto di loro invenzione. 
Per trovare tali nomi, da trecento anni essi stanno compilando una lista di tutte le permutazioni di queste nove lettere. Le combinazioni sono circa nove miliardi e i monaci hanno stimato che per completare il lavoro da loro intrapreso occorrerebbero altri quindicimila anni; hanno pertanto deciso di ricorrere ad un computer che possa terminare il progetto nell'arco di cento giorni.
La ditta accetta di inviare al monastero un elaboratore e un paio di tecnici, Chuck e George, per tutta la durata del lavoro. Giunti a pochi giorni dalla fine del lavoro, George scopre che, secondo la filosofia dei monaci, appena la compilazione della lista dei nomi di Dio sarà completa, l'umanità avrà esaurito il suo compito e pertanto finirà il mondo.
Ovviamente i due americani non credono a questa storia, tuttavia sono preoccupati per il fatto che quando la macchina terminerà l'elaborazione e non sarà successo nulla, i monaci possano prendersela con loro. Per precauzione organizzano le cose in modo da partire dal monastero con alcune ore di anticipo in modo da essere presumibilmente già in viaggio al momento dell'ultima "stampata".
Così, quando la macchina sforna l'ultimo dei nomi, George e Chuck stanno già scendendo nel cuore della notte a cavallo verso il fondovalle, dove li aspetta l'aereo per riportarli in America.
Ma ad un certo momento Chuck invita George a guardare in cielo; questi alza lo sguardo a sua volta e vede che le stelle ad una ad una si stanno, senza fare troppo chiasso, spegnendo.

## Influenza culturale
Il racconto è integralmente riportato al terzo paragrafo del quarto capitolo della prima parte del ponderoso saggio di Louis Pauwels e Jacques Bergier Il mattino dei maghi considerato l'iniziatore del filone del realismo magico (Gallimard, 1960; Mondadori, 1963).

## Edizioni
(parziale)
- Le meraviglie del possibile, 1959, Giulio Einaudi Editore (antologia)
- Per tutti i diavoli dell'universo, 1977, Editoriale Corno (antologia)
- L'ora di fantascienza, 1982, Giulio Einaudi Editore (antologia)